# 太空航行對人體的影響
人類在生理學上能夠良好地適應在地球上生存。載人太空航行會對人體產生許多負面影響。最顯著之長期影響是肌肉萎縮以及骨骼退化。其他明顯的影響包括心血管系統功能減慢、紅血球減少、平衡障礙以及免疫系統衰弱。較少的症狀包括液體流動重置（“fluid redistribution”，讓處於失重狀態的太空人產生「月球臉」似的外觀）、 身體質量的損失、鼻部堵塞、睡眠障礙以及過量腸胃脹氣。大多數的不良影響會在太空人回到地球後迅速恢復。
前往太空的工程問題及發展太空飛行器推進系統已有超過一個世紀，並耗費數百萬小時的研究。近年來對於人類如何在太空中延長生存和工作的時間已有越來越多的研究。這個問題需要從物理和生物科學上來切入，並且已經成為除了資金以外的最大挑戰。要克服這個困難，首先就是要嘗試去了解長途太空旅行對人體的影響。

## 太空對人體生理學的影響之研究
太空醫學（Space medicine）是研究居住在外太空的太空人健康的一門發展中的醫學。它主要研究人們在太空極端環境中所能達到的最大存活時間和存活品質，以及返回地球後最快能夠重新適應地球環境的時間。太空醫學也會尋求發展預防醫學和安寧緩和醫療，以減輕人類因為居住在不適應的環境而造成的痛苦。

## 太空對人體生理學的影響列表
人類在航太中所處的生態環境大多不同於人類在地球上演化適應而來的經歷；然而，科技諸如太空載具或是太空衣能夠保護人類免於嚴苛環境所造成的傷害。立即所需的呼吸空氣和飲用水可透過許多裝置構成的生命保障系統來滿足，以讓人類能夠在外太空生存。生命保障系統供應空氣、水和食物。它也必須在可接受的極限下維持溫度和壓力，並且處理人體的廢棄物質。對於像是輻射和隕石微粒等的外部防護也是必要的。
當然，我們不可能避免所有危害物；太空影響人體健康最重要的因素就是失重，更精確的定義叫做微重力。生活在這種環境下，對人體會造成三種重大的衝擊：肌肉運動知覺的損失、液體分布的改變以及肌肉骨骼系统的退化。

### 直接暴露在太空的極端環境
人類在沒有適當防護之下暴露於太空是致命的，太空的真空環境所造成的最大威脅來自於缺乏氧氣和壓力，而溫度和輻射也同樣會有危險。

#### 太空的真空環境

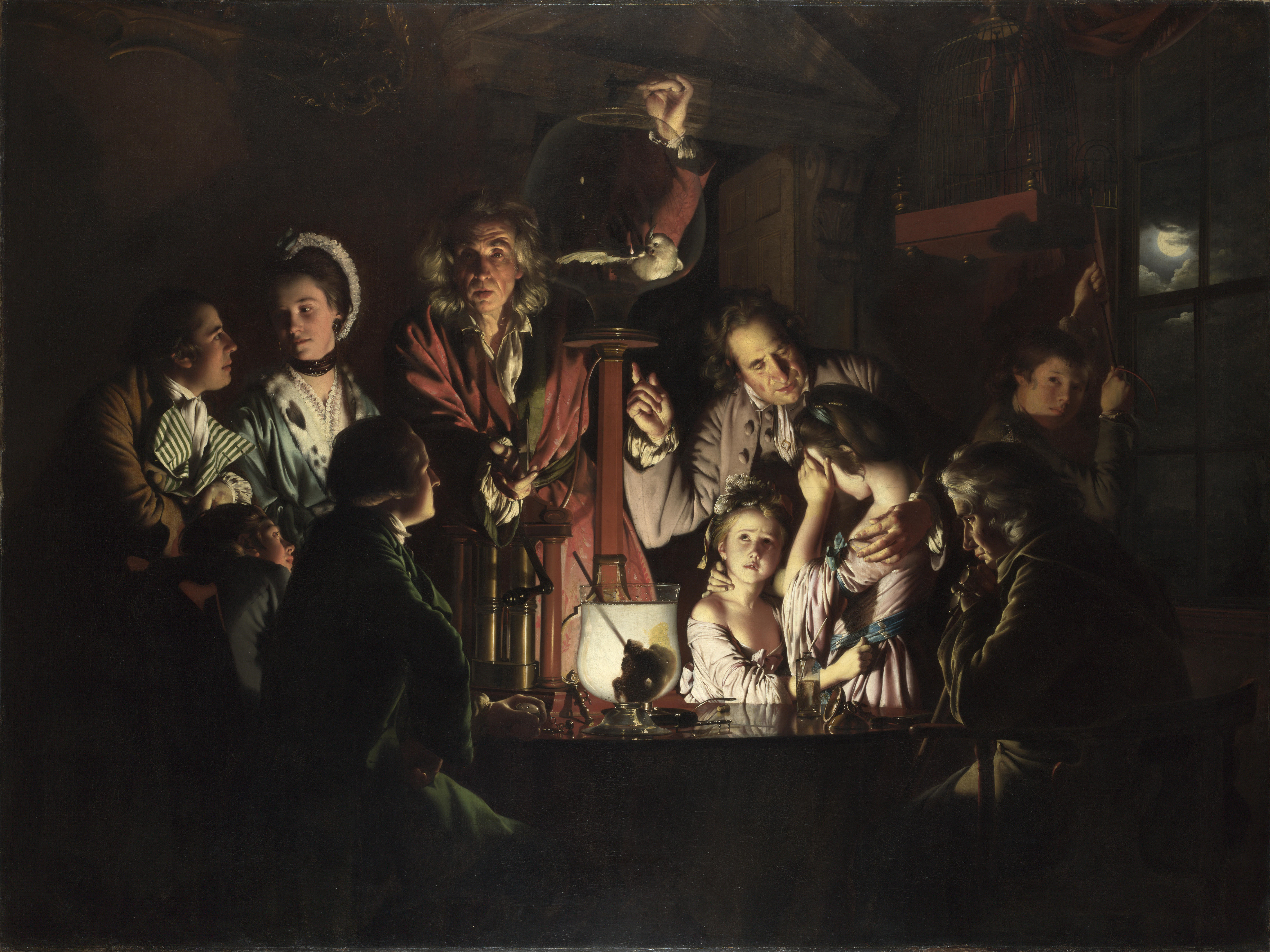
這幅畫，氣泵里的鳥實驗描繪出一個由羅伯特·波義耳在1660年執行的實驗來測試真空對生物系統的影響。

人類在生理學上能夠適應居住在地球大氣之下，並且需要氧氣來呼吸。人所能接受的氧氣最低濃度，或稱氣體分壓為16kPa(0.16bar)。 低於這個限度，太空人就會有失去意識和死於缺氧的危險。在真空的太空中，肺臟的氣體交換仍會正常進行，但結果為所有的氣體從體內血液中被抽離，包括氧氣。在9到12秒之後，缺氧的血液會到達大腦並造成失去意識。大約暴露在真空的兩分鐘之後，人就會逐漸死亡-然而精確的極限目前尚不了解。
人類和其他動物暴露在真空之下數秒鐘會失去意識，並且在數分鐘內死於缺氧，但是症狀並不像大眾媒體所描述的那樣。血液和其他體液確實會在氣壓低於6.3kPa(47Torr) (體溫時的水的蒸氣壓)時沸腾。 這個情況叫做體液沸騰。蒸氣會讓人體膨脹兩倍並減慢循環，但是人體組織有足夠彈性和滲透性以防止破裂。 體液沸騰會因為血管的壓力控制而減慢，所以一些血液仍保持液態。膨脹和體液沸騰的狀況會因為身著飛行服(flight suit)的控制而減少。太空梭的太空人穿著一種叫做CAPS(Crew Altitude Protection Suit)的彈力材料製的衣服以防止氣壓低於2kPa(15Torr)時的體液沸騰。 太空衣必須能夠防止19公里以上高空所產生的體液沸騰。大多數的太空衣使用20kPa(150Torr)的純氧，剛好足夠維持意識。這個壓力夠大以防止體液沸騰，但只要血液蒸發或是血液中氣體溶解出來的狀況未受控制的話，仍然會造成減壓症和氣泡栓塞（空氣栓塞）。
短時間暴露在真空中30秒是不太可能造成永久性的身體傷害。
 動物實驗顯示出暴露在90秒以內是可以快速和完全的恢復，而更長時間的全身暴露則是無法恢復傷害乃至致命的。 目前僅能從少量的人體意外中得到數據，但這跟動物的實驗數據一樣符合。若呼吸沒有受損的話，肢體可以暴露在真空中更久的時間。快速的失壓可能會比暴露在真空中更危險。就算受害者沒有憋氣，氣體從氣管的洩漏可能太慢而無法防止致命的肺臟肺泡破裂。鼓膜和靜脈竇可能會因快速失壓而破裂，軟組織可能瘀傷和滲血，並且驚嚇所受到的壓力會加速氧氣的消耗而導致缺氧。由快速失壓造成的傷害叫做潛水夫病(氣壓損傷)，並且在水肺潛水意外中很常見。當壓力緩慢降低至100Torr(13kPa)時不會有症狀出現，但快速降低的話則會致命。
大多數的人體反應資料是從意外失壓，特別是在實驗太空飛行計畫中得知。一個案例已在美國太空總署的技術報告中討論了：”發生在壓力服使用者身上的快速（爆炸性）失壓”:
「在美國太空總署的載人太空載具中心（現改名為林頓•詹森太空中心），我們在65年有一個實驗對象意外地在真空室中因為太空衣的洩漏而暴露在接近真空(低於1PSI)[7kPa]的狀態。他維持意識大約14秒，也就是缺氧血液從肺臟到大腦的時間。太空衣大概沒有達到真正的真空，然後我們在15秒內開始對真空室重新加壓。實驗對象大約在相當於15,000呎（4,600公尺）的海拔高度恢復意識。實驗對象後來回報說他可以感到和聽到氣體的外洩，並且他在失去意識前的最後記憶是舌頭上的水份開始沸騰。」
有紀錄的一個太空航行失壓造成的死亡事件是發生在1971年聯盟11號的失壓意外事件，當時有三名太空人在返回地球途中因意外失壓死於艙內。

#### 溫度的極端變化
在真空中，人體的熱能無法在沒有媒介之下以傳導或對流的方式移除。損失的熱能是以輻射的形式從人體表的310K度散射至外太空的3K度之中。這是一個緩慢的過程，特別是對於一個有穿著衣物的人，因此不會有立即的凍傷危險。
在真空中皮膚溼氣迅速的蒸發性降溫可能會結霜，特別是在嘴裡，但這不是一個重大的危害。
直接暴露在強烈的輻射、未過濾的太陽光之下會造成局部加熱，儘管這個狀況會被身體的傳導性和血液循環充分的散布。其他的太陽輻射，特別是紫外線會在數秒內造成嚴重的曬傷。

#### 增強的輻射水平

輻射劑量的比較-包括了火星科學實驗室上的輻射評估探測器在從地球到火星的航程中偵測到的劑量(2011-2013)。

在沒有地球的大氣層與磁層的保護下，太空人會暴露在高度的輻射水平下。待在近地軌道一年就會吸收在地球表面上一年劑量的十倍輻射。高水平的輻射會傷害維持免疫系統運作的淋巴細胞；這種傷害會導致太空人免疫系統的降低。輻射也在近期被發現對太空人白內障的發生率提高有關連。在近地軌道的保護之外，宇宙射線會進一步對載人太空航行造成困難，若暴露在宇宙射線之下十年或更長時間的話會顯著地增加患癌機率。太陽閃焰事件（雖然很少發生）可在數分鐘內散發致命的輻射劑量。目前的觀點認為保護裝置和藥物能夠最終降低這些風險到可接受的水平。
居住在國際太空站的組員們位處在地球的部分磁場保護之下，因為磁層能偏移太陽風。然而，太陽閃焰強大的能量足以彎曲和穿透磁場的保護，因此對於組員來說仍是個危害。在2005年，遠征10號的組員就躲在站上為此種情況設計的厚重防禦部分下。然而，在地球磁層有限的防護之下，內太陽系載人任務會更為脆弱。田納西大學的勞倫斯‧唐森德(Lawrence Townsend)和其他人研究了1859年太陽風暴。太空人會從閃焰中吸收到導致放射病甚至死亡的輻射劑量。
有科學上的擔憂表示長時間的太空航行可能會降低人體抵抗疾病的能力。輻射能夠穿透活體組織並造成骨髓幹細胞短期和長期的傷害。特別的是，它會造成淋巴細胞的染色體異常。由於這些細胞是免疫系統的中樞，任何對於系統的傷害就意味著已存在於身體原本受到壓制的病毒將會活化。在太空中，T細胞（一種淋巴細胞）更不容易正確的重新產生，並且重新產生的T細胞也較難抵抗感染。長期的免疫不全將會造成組員之間的快速感染，特別是在太空載具的封閉空間內。
輻射也對於太空人增加的白內障罹患率有所關連。前蘇聯太空人Valentin Lebedev於1982年在軌道上待了221天，因而導致白內障造成的視力損失。他表示：「我承受了太空中大量的輻射。這些都在前蘇聯時代被隱瞞下來，但是我現在可以說我因為那趟旅程而遭受健康損失。」
在2013年5月31日，美國太空總署的科學家報告了一趟可能的載人火星任務 或許會遭遇到大量的輻射威脅；這是基於2011至2012年從地球前往火星的火星科學實驗室上的輻射評估偵測器所偵測到的游離輻射劑量。

#### 動暈症

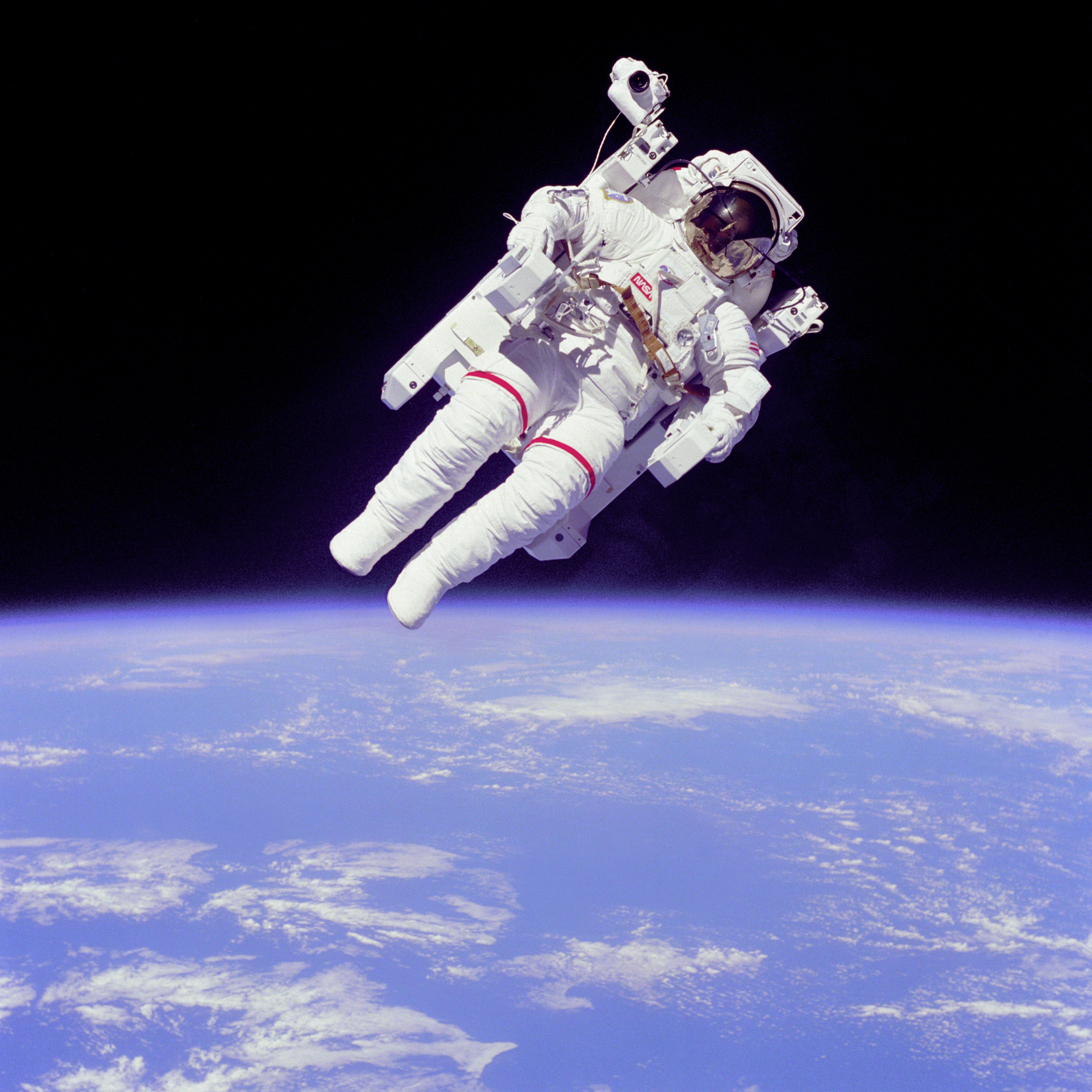
Bruce McCandless穿著太空衣與載人機動裝置(Manned Maneuvering Unit)自由的漂浮在軌道上。

#### 骨頭和肌肉質量的損失

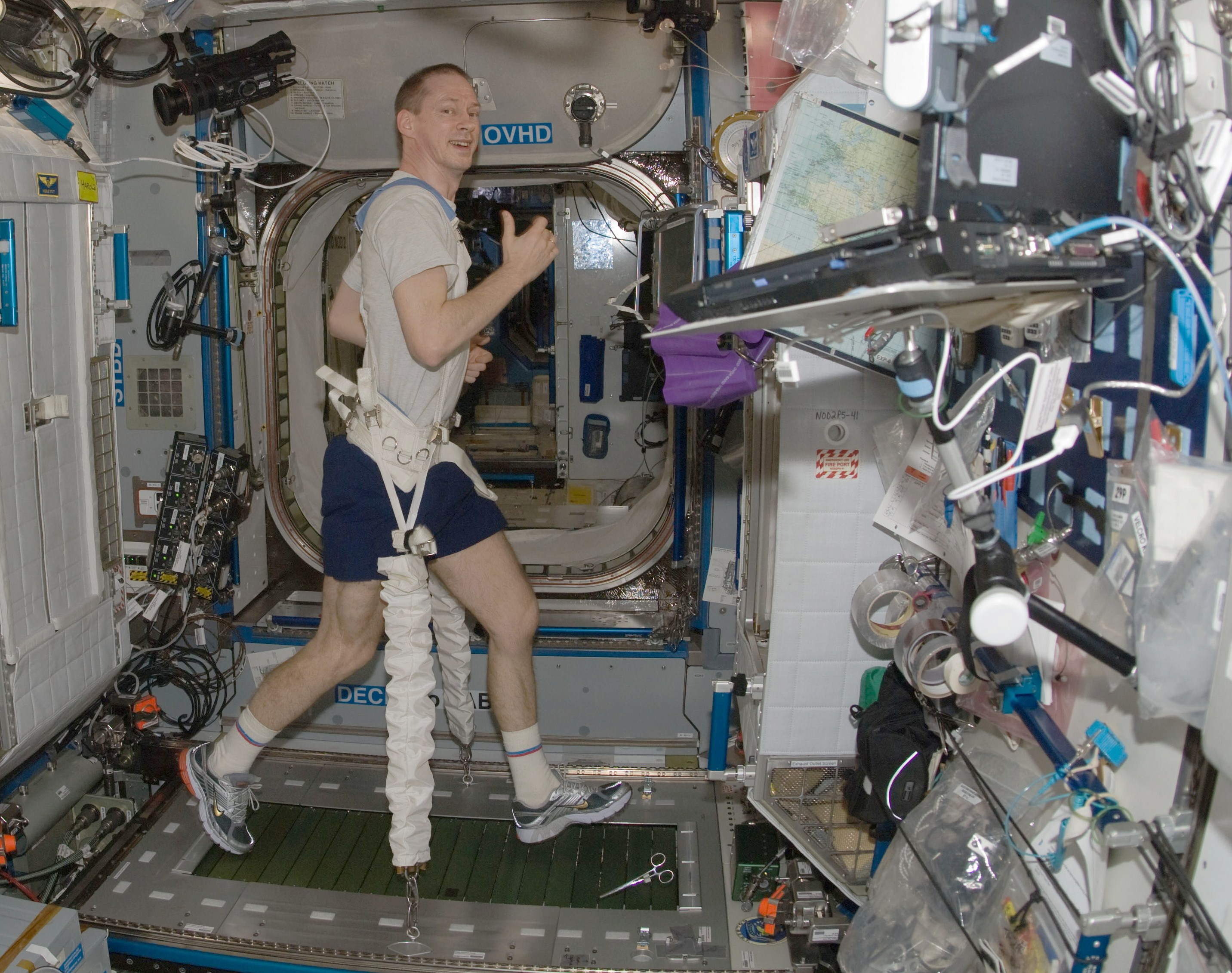
在國際太空站，太空人Frank De Winne用鬆緊索(bungee cords)繫在T2跑步機上(T2 treadmill)。

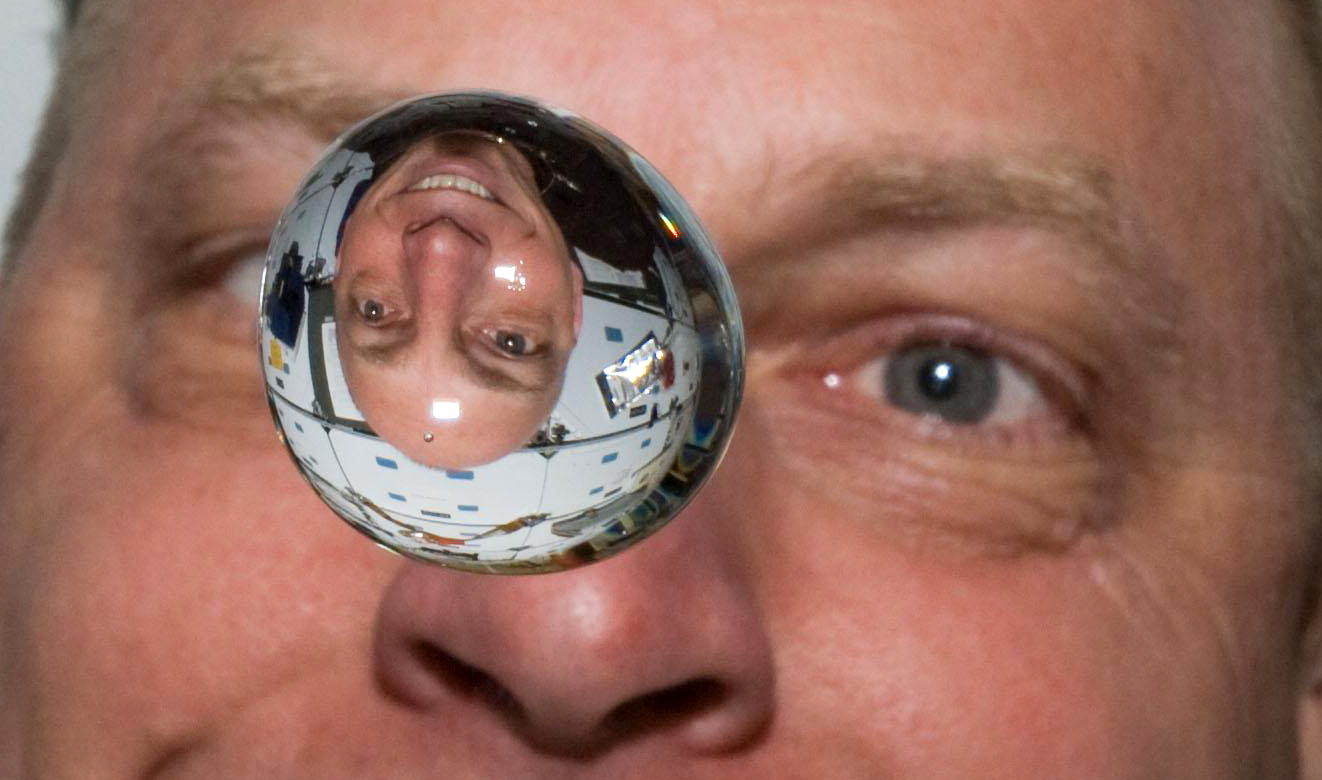
太空人Clayton Anderson觀察水滴漂浮在他面前。水的內聚力（凝聚力）在微重力狀態下比在地球上扮演更大的角色。

#### 液體流動重置(Fluid redistribution)

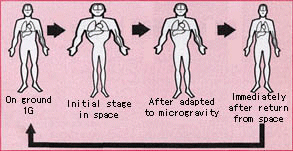
微重力對於身體周圍液體分布的影響（過度誇張的形容）。

### 失重的影響

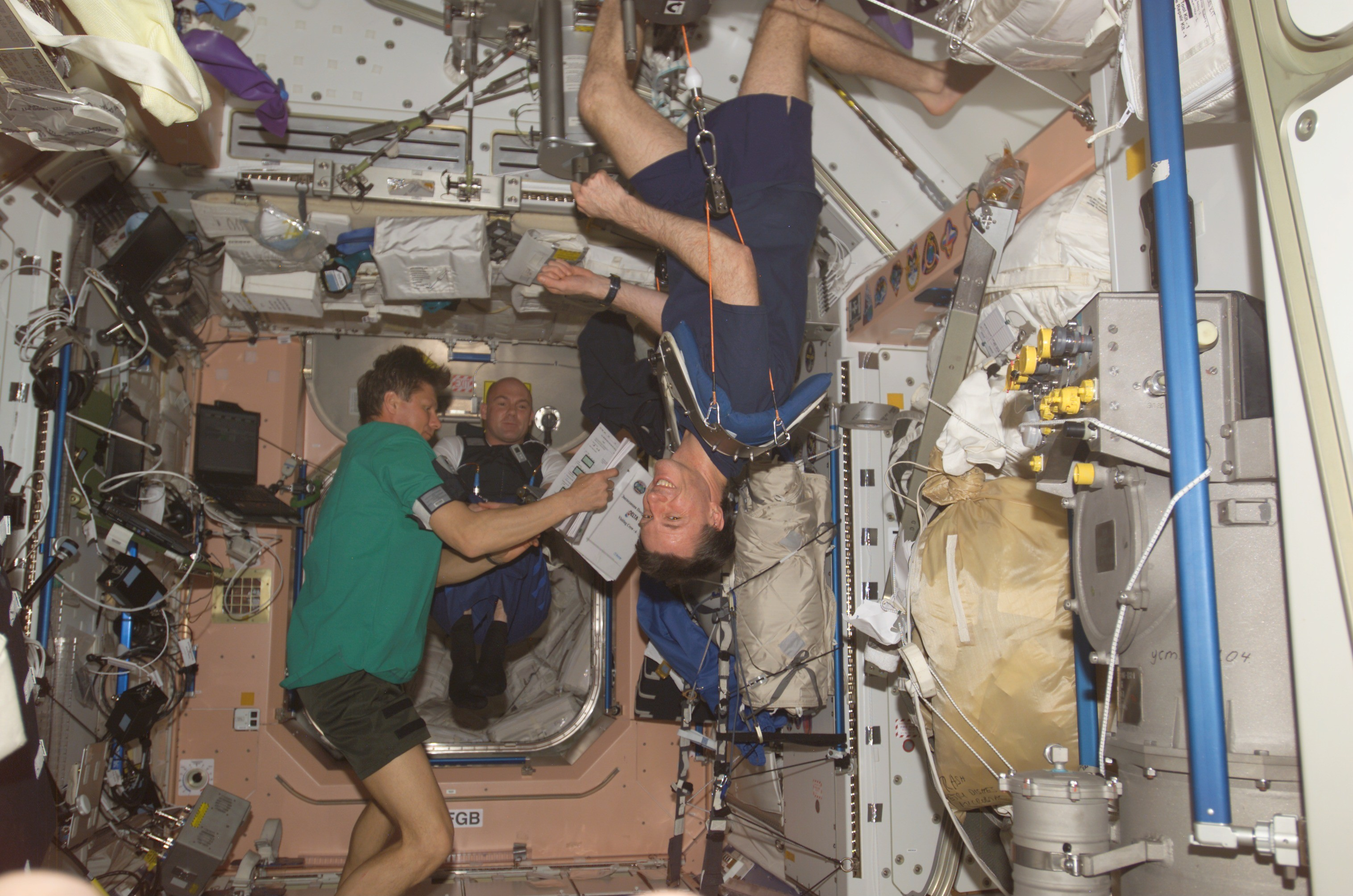
國際太空站的太空人在失重環境。可見到Michael Foale於前景中正在運動。

#### 視力擾亂
由於失重狀態增加了上半身的體液量，太空人會經歷到顱內壓的增加。這會造成眼球後方的壓力增加，影響到眼球形狀並且輕微地擠壓到視神經。  這個現象在2012年，對於待在太空中至少一個月的太空人返回地球後用核磁共振成像進行研究之後被注意到。如此的視力問題可能成為包括前往火星的載人太空等未來深空航行任務的主要事務。

### 太空航行的心理影響

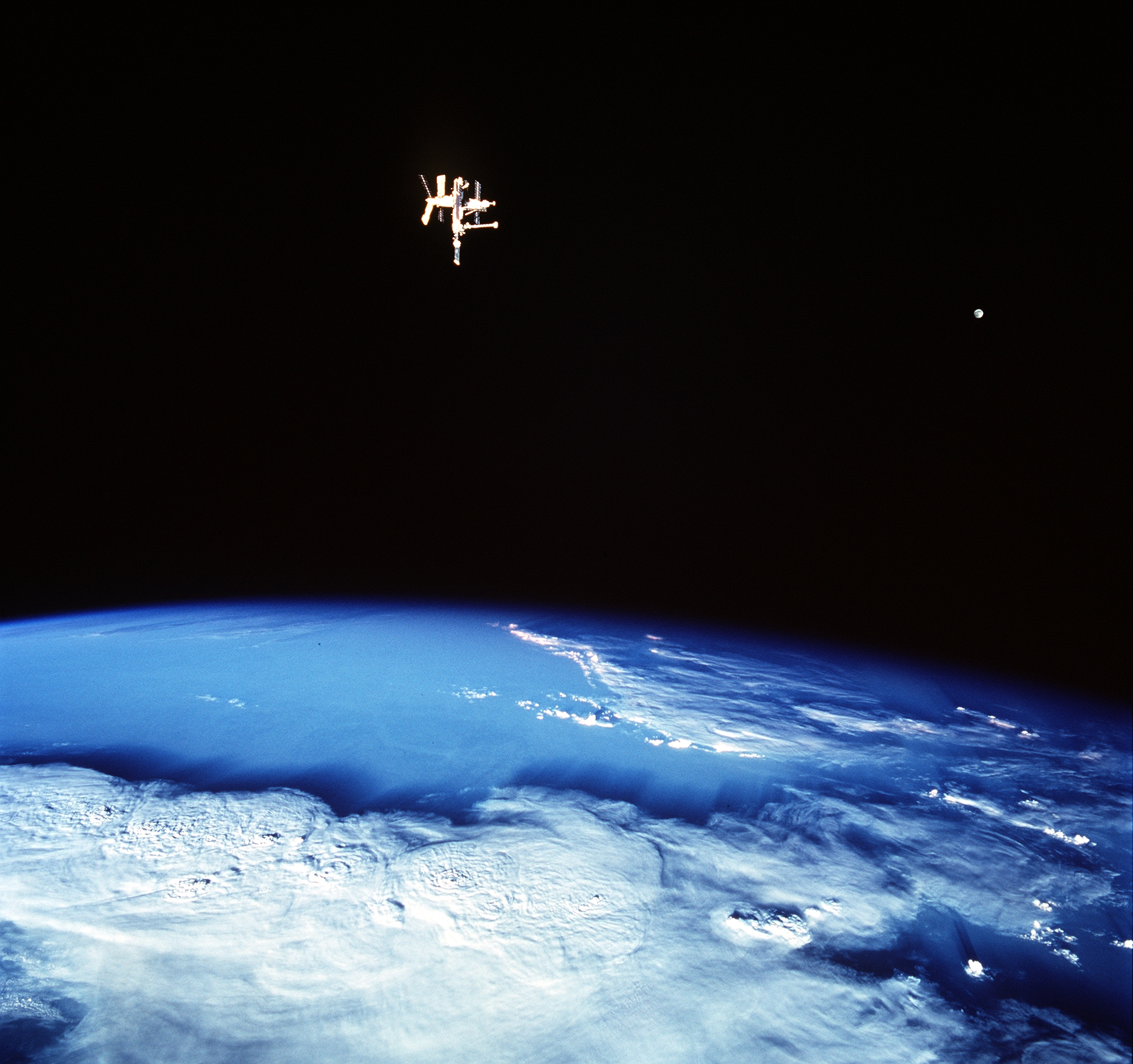
俄羅斯（前蘇聯）太空人的研究，像是在和平號太空站上，提供了長期待在太空環境對人體影響的資料。

#### 總觀效應
總觀效應或譯概觀效應（英語：Overview effect）指一種在人類認知上的轉變，當太空人在航行太空時，因為從太空或者月球表面觀看地球時經歷的認知轉變：從多數人無法體驗的角度觀察熟悉的城市時，產生如同世界之大而人類紛爭及邊界的狹小的感慨或者想法。

## 未來的前景

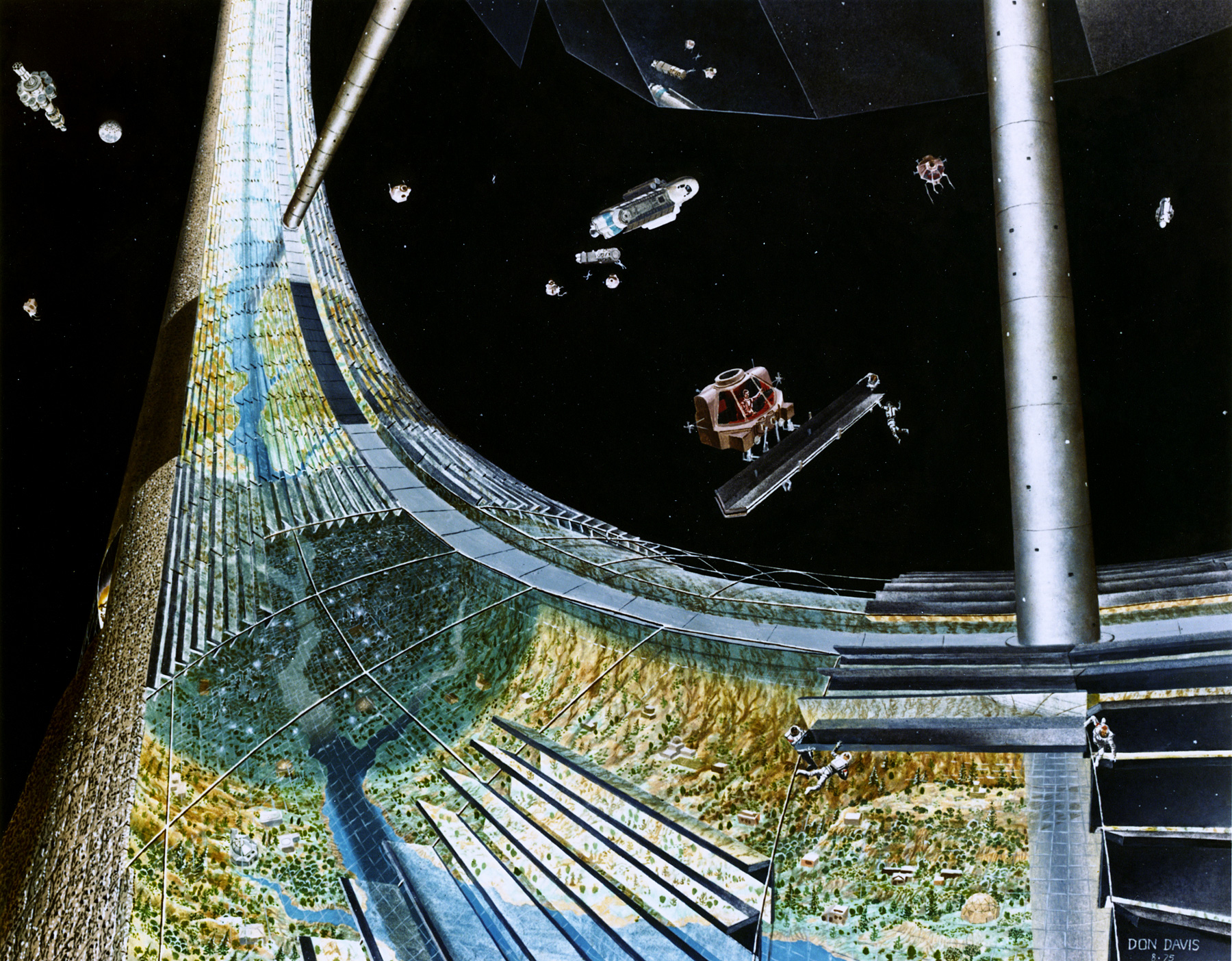
太空移民的努力必須將太空對人體的影響納入考量中。

## 進一步閱讀
1. Nasa Report: Space Travel 'Inherently Hazardous' to Human Health. Leonard David. 2001
2. Space Physiology and Medicine. Third edition. A. E. Nicogossian, C. L. Huntoon and S. L. Pool. Lea & Febiger, 1993.
3. Zhang, Li-Fan. . Journal of Applied Physiology. 2001-12-01, 91 (6): 2415–2430. ISSN 8750-7587. doi:10.1152/jappl.2001.91.6.2415 （英语）.
4. Carmeliet, Geert; Bouillon, Roger. . Critical Reviews™ in Eukaryotic Gene Expression. 2001, 11 (1-3). ISSN 1045-4403. doi:10.1615/CritRevEukarGeneExpr.v11.i1-3.70 （英语）.
5. F.A. Cucinotta et al. Space radiation cancer risks and uncertainties for Mars missions. Radiation Research. Vol 156:5 II;pp 682–688, 2001.
6. F.A. Cucinotta et al.  Space radiation and cataracts in astronauts. Radiation Research. Vol 156(5 I) (pp 460–466), 2001.
7. Styf, Jorma R. MD; Hutchinson, Karen BS; Carlsson, Sven G. PhD, and; Hargens, Alan R. Ph.D. Depression, Mood State, and Back Pain During
8. Altitude Decompression Sickness Susceptibility, MacPherson, G; Aviation, Space, and Environmental Medicine, Volume 78, Number 6, June 2007, pp. 630–631(2)
9. Decision Analysis in Aerospace Medicine: Costs and Benefits of a Hyperbaric Facility in Space, John-Baptiste, A; Cook, T; Straus, S; Naglie, G; et al. Aviation, Space, and Environmental Medicine, Volume 77, Number 4, April 2006, pp. 434–443(10)
10. Incidence of Adverse Reactions from 23,000 Exposures to Simulated Terrestrial Altitudes up to 8900 m, DeGroot, D; Devine JA; Fulco CS; Aviation, Space, and Environmental Medicine, Volume 74, Number 9, September 2003, pp. 994–997(4)